# 基戈港 (密歇根州)
基戈港（英語：Keego Harbor）是一個位於美國密歇根州奧克蘭縣的城市。

## 人口
根據2020年美國人口普查的數據，基戈港的面積為1.47平方千米，當中陸地面積為1.28平方千米，而水域面積為0.19平方千米。當地共有人口2764人，而人口密度為每平方千米1,880人。